# Dedé Teixeira
Francisco José Teixeira (Aracati, 03 de julho de 1962) é um geólogo e político brasileiro. Foi deputado estadual pelo Partido dos Trabalhadores do Ceará e prefeito de Icapuí.

## Biografia
Natural do Aracati, Dedé Teixeira engajou-se, desde 1982, no movimento de emancipação política de Icapuí, então distrito de Aracati.
Em 1988, foi eleito pela primeira vez para a Prefeitura de Icapuí. Em 1996, é novamente eleito prefeito, sendo reeleito em 2000.
Em 2006, assumiu pela primeira vez o mandato de deputado estadual na Assembleia Legislativa do Ceará, onde esteve durante três mandatos.
Em 2015, no primeiro mandato de Camilo Santana, assumiu a Secretaria do Desenvolvimento Agrário do Ceará.